# El Guabo (kanton)
El Guabo – kanton w Ekwadorze, w prowincji El Oro. Stolicą kantonu jest El Guabo.